# Estojo (munição)

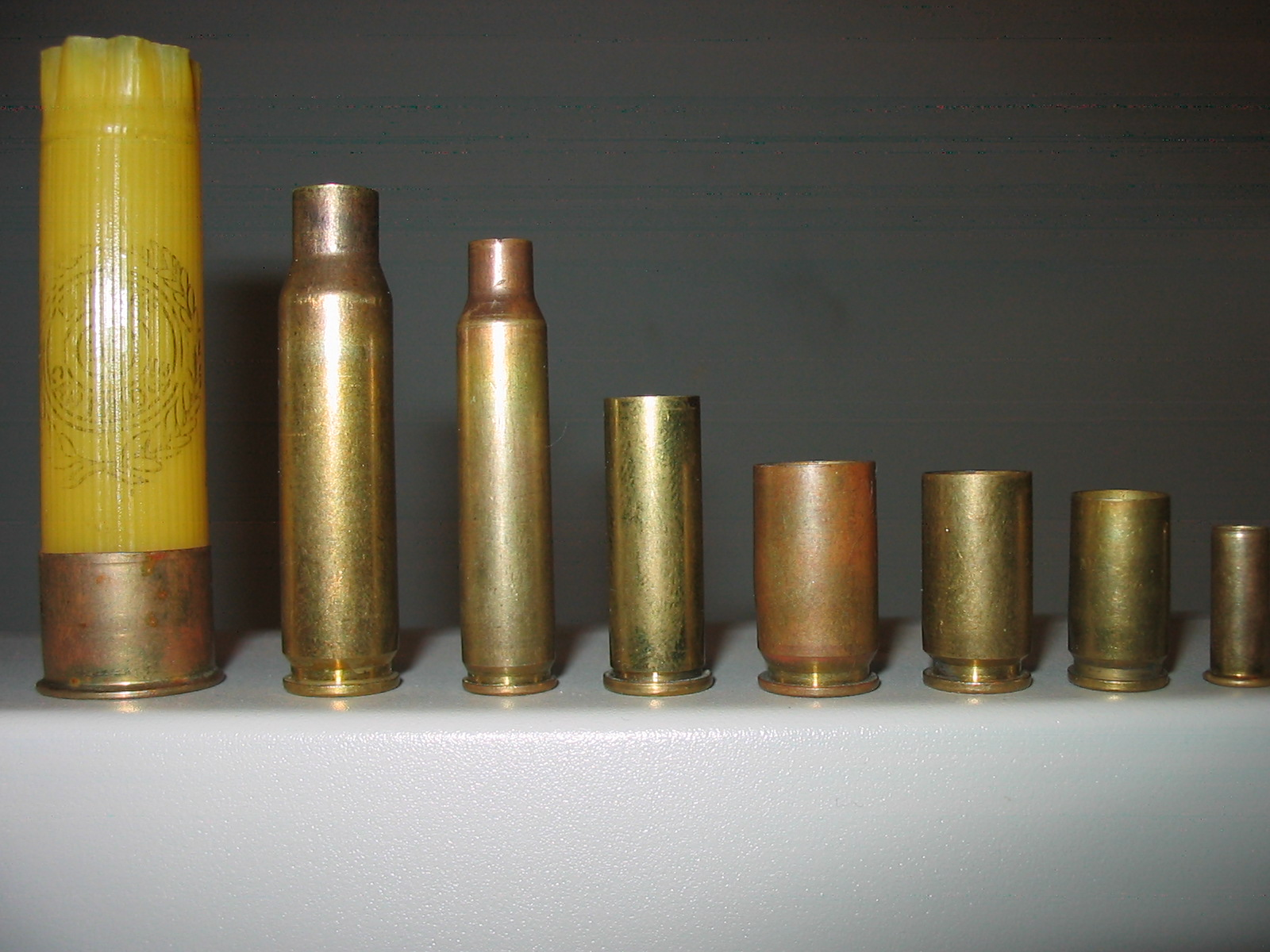
Vários estojos em calibres comuns. Da esquerda para a direita: calibre 20 de 2,5 polegadas; 7,62×51mm NATO; 5,56×45mm NATO; .38 Special; .45 ACP; .40 S&W; 9x19mm Parabellum; .22 Long Rifle

Um estojo, em termos de munição, é um recipiente tubular que serve para conter uma espoleta, uma carga propelente e um ou mais projéteis. O conjunto de todos esses elementos é chamado de cartucho.
Os cartuchos para revólveres, pistolas, rifles e fuzis, em geral, têm seus estojos de corpo metálico (latão, aço, alumínio, e niquelado). Já em relação aos cartuchos de escopeta, em geral, o corpo dos estojos é misto, ou seja: a base ou "cap" em geral é de latão e o corpo é de plástico ou de papelão.

## Materiais

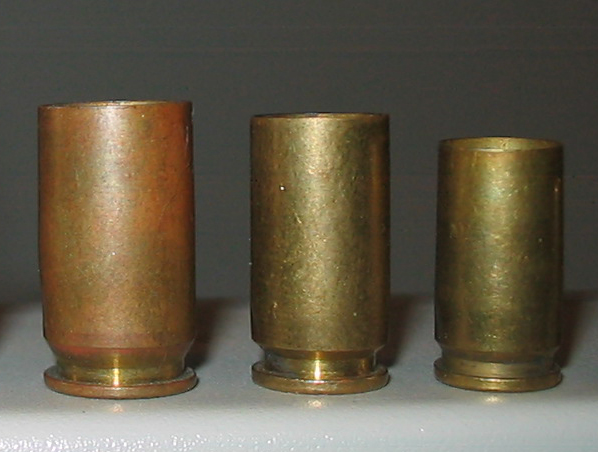
Estojos do .45 ACP, do .40 S&W, e do 9mm Luger.

Hoje em dia, o material mais usado é o latão, cuja ductilidade facilita a modelagem, no entanto, ao longo do tempo, dependendo dos contextos e/ou necessidades, outros materiais foram utilizados:
- Papel
- Cobre
- Aço
- Alumínio
- Plástico

## Formatos
Os estojos metálicos podem assumir um dos seguintes formatos:
- Cilíndrico (geralmente em revólveres)
- Cônico (geralmente em pistolas)
- Garrafa (geralmente em rifles)

## Nomenclatura das partes
As partes de um estojo são nomeadas da seguinte forma (correspondente em inglês):
- Boca (mouth)
- Pescoço (neck)
- Ombro (shoulder)
- Parede (wall)
- Corpo (body)
- Cabeça (head)
- Ranhura do extrator (extractor groove)
- Aro (rim)
- Base (base)
- Evento (flash hole)
- Bolso da espoleta (primer pocket)

## Formato da base

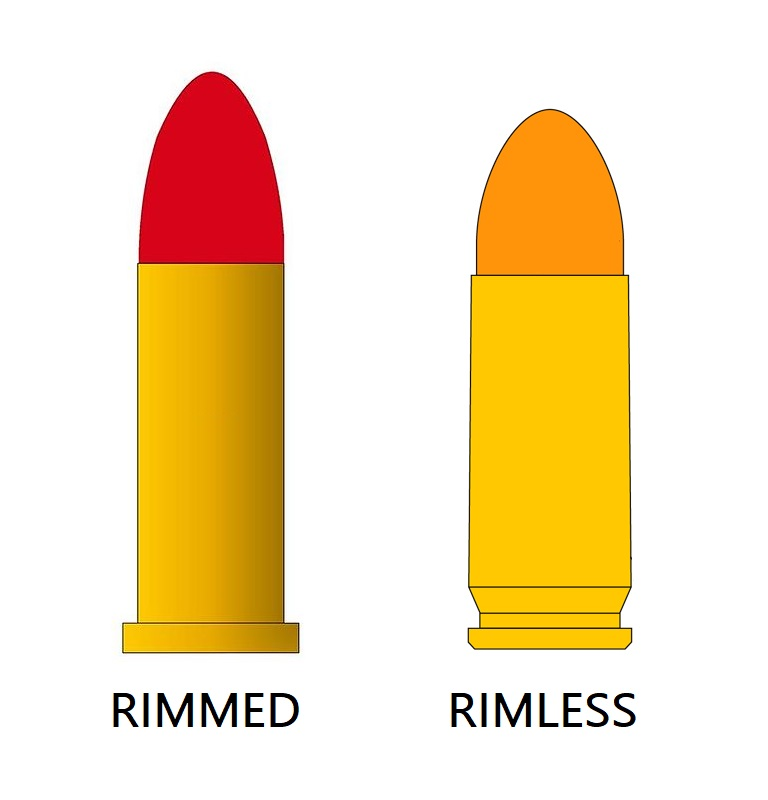
Estojos com e sem aro.

Quanto ao formato da base, um estojo é nomeado da seguinte forma (correspondente em inglês):
- Com aro: (rimmed) com ressalto na base (as vezes chamado de gola)
- Com semi-aro: (semi-rimmed) com ressalto de pequenas proporções e uma ranhura (virola)
- Sem aro: (rimless) tem apenas a virola
- Rebatido: (rebated) a base tem diâmetro menor que o corpo do estojo.
- Cinturado: (belted) possuem um reforço no final da base

Dentre esses, os mais comuns são: o com aro e o sem aro:
Os estojos com aro, também podem usar o aro para conter o composto de espoleta usado para acender a pólvora do cartucho, em vez de uma espoleta montada no centro da base como nos (cartuchos de fogo central. Exemplos de cartuchos para armas curtas com aro no estojo incluem: o .38 Special, .357 Magnum, .44 Special, .44 Magnum, .45 Schofield e .45 Colt. e para armas longas: o .22 Hornet, .30-30 Winchester, 7,62×54mmR, .303 British, 8×50mmR Lebel e .45-70 Government.
Os estojos sem aro não são adequados para revólveres de ação basculante, embora possam ser usados com as modificações adequadas, como um extrator com mola ou, em um revólver, um moon clip (por exemplo, o M1917 Colt ou Smith & Wesson M1917 em .45 ACP). Exemplos de cartuchos sem aro para pistolas incluem: o .380 ACP, 9mm Parabellum, .357 SIG, .40 S&W, 10mm Auto, .45 GAP e .45 ACP. Exemplos cartuchos sem aro para rifles incluem: o .223 Remington, 6,5×52mm Carcano, 6,5×54mm Mannlicher–Schönauer, 6,5×55mm Sueco, .308 Winchester, .30-06 Springfield e 7,92×57mm Mauser.